# Provincia di Tien Giang
Tien Giang (vietnamita: Tiền Giang) è una provincia del Vietnam, della regione del Delta del Mekong. Occupa una superficie di 2.484,2 km² e ha una popolazione di 1.742.100 abitanti. 
La capitale provinciale è Mỹ Tho. 

## Distretti
Di questa provincia fanno parte la città di Mỹ Tho e i distretti di:
- Gò Công
- Gò Công Đông
- Gò Công Tây
- Chợ Gạo
- Châu Thành
- Tân Phước
- Cai Lậy
- Cái Bè